# Theo van Hengel

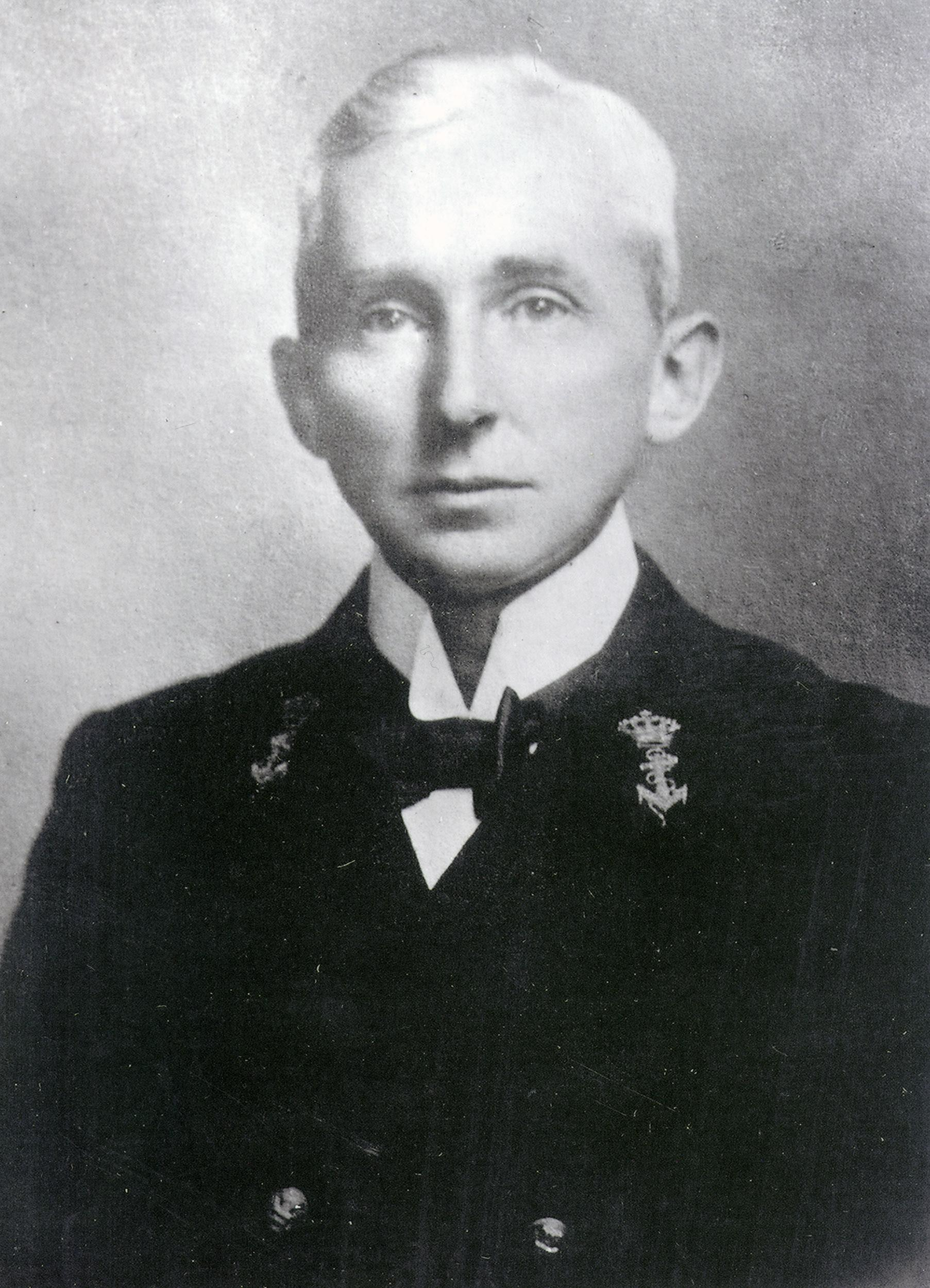
Theo A. van Hengel (um 1926)

Theo A. van Hengel (* 27. Oktober 1875 in Surakarta; † 25. Januar 1939 in Velp) war ein niederländischer Marineoffizier. Bekannt ist er vor allem wegen der Erfindung einer Rotor-Chiffriermaschine, die als frühe Vorläuferin der späteren Enigma-Maschine der deutschen Wehrmacht angesehen wird.

## Leben
| Datum        | Dienstgrad           |
| ------------ | -------------------- |
| 1. Sep. 1891 | Seekadett            |
| 2. Aug. 1899 | Leutnant zur See     |
| 1. Nov. 1910 | Oberleutnant zur See |
| 1919         | Kapitänleutnant      |
| 1923         | Kapitän zur See      |

Seine militärische Laufbahn begann am 1. September 1891 mit Eintritt in das niederländische Koninklijk Instituut voor de Marine (Königliches Institut der Marine) in Den Helder, das er zusammen mit seinem zukünftigen Ko-Erfinder Rudolf Spengler (1875–1955) besuchte. Danach, ab 3. September 1895, fuhren beide auf der Zr. Ms. Van Speijk, einem niederländischen Schiff der Atjeh-Klasse. Damit gelangten sie nach Niederländisch-Ostindien (heute Indonesien) und kamen von dort im Jahr 1896 in die Niederlande zurück. Im September 1897 fuhr van Hengel erneut nach Batavia (damals Hauptstadt von Niederländisch-Ostindien, heute Jakarta). 1901 kehrte er wieder in die Niederlande zurück und heiratete am 23. Juli 1906 in Doetinchem Tine van Enst, mit der er zwei Kinder bekam. Im Jahr 1912 wurde er Adjutant von Konteradmiral F. Pinke, dem Kommandeur der niederländischen Seestreitkräfte in Ostindien. Er nahm seine Familie mit dorthin und blieb vier Jahre.

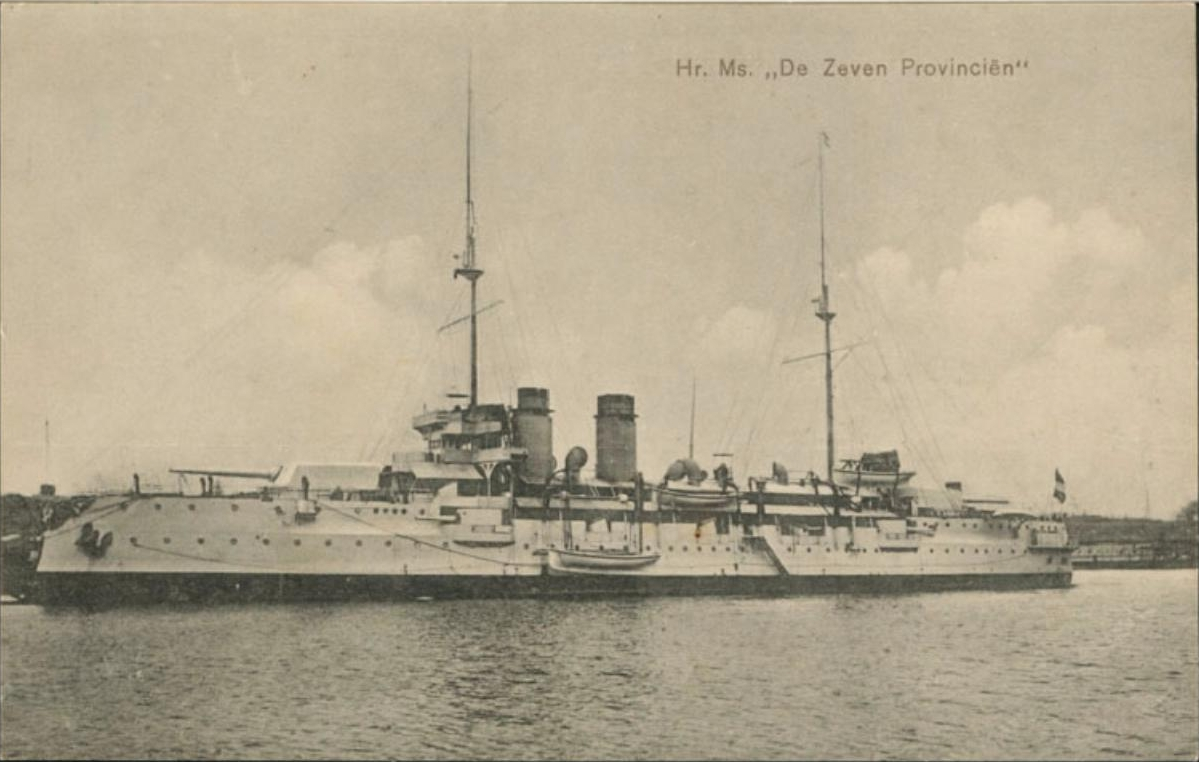
Das Schiff, auf dem 1915 seine Chiffriermaschine getestet wurde.

Inzwischen war der Erste Weltkrieg ausgebrochen. Zwar waren die Niederlande neutral, dennoch war es erforderlich, strategische Botschaften beispielsweise von Ostindien ins Mutterland zu verschlüsseln. Diese Notwendigkeit veranlasste ihn und seinen Offiziers-Kameraden Spengler im Jahr 1915 noch in Batavia eine Rotor-Chiffriermaschine zu erfinden. Ein Prototyp wurde noch im Sommer desselben Jahres auf dem Flaggschiff De Zeven Provinciën getestet. Diese Schlüsselmaschine gilt heute als erste ihrer Art und als eine frühe Vorläuferin der deutschen Enigma-Maschine. Den beiden Erfindern, als Offizieren der niederländischen Marine, wurde jedoch nicht gestattet, ihre Erfindung zum Patent anzumelden.
Im Jahr 1916 kehrte van Hengel mit seiner Familie in die Niederlande zurück. Ab 1919, inzwischen Kapitänleutnant, war er Kommandeur der Schiffe Medusa und Zeeland. Danach leitete er die Graduiertenschule in Dordrecht und wurde 1923 Kommandeur des Schiffs Tromp. Ab 30. April 1925 leitete er seine frühere Ausbildungsstätte in Den Helder. Am 30. August 1926 wurde er zum Offizier des Ordens von Oranien-Nassau ernannt.
Am 30. März 1927 ging er in den Ruhestand und leitete noch einige Jahre die Pensionskasse der niederländisch-deutschen Firma Algemene Kunstzijde Unie (AKU) in Ede. Er starb im Alter von 63 Jahren.